# NRP Almirante Gago Coutinho (A523)
O NRP Almirante Gago Coutinho (A-523) é um navio hidrográfico da Marinha de Portugal. Como navio de investigação e pesquisa encontra-se ao serviço do Instituto Hidrográfico.

## História
Construído nos Estados Unidos pelos estaleiros Tacoma Boat Company em 1985, recebeu o nome de USNS Assurance.
Foi entregue a Portugal em 1999 quando foi rebatizado com a atual denominação. Integra, juntamente com o NRP D. Carlos I (A-522), a Classe Dom Carlos I. Ambos foram entregues ao país no âmbito de acordos de cooperação luso-americanos.

## Características
- Dimensões: 68,3 x 13,1 x 4,6 metros
- Tonelagem Bruta: 2285 t
- Velocidade: 11 nós